# Forest-sur-Marque
Forest-sur-Marque – miejscowość i gmina we Francji, w regionie Hauts-de-France, w departamencie Nord.
Według danych na rok 1990 gminę zamieszkiwało 1497 osób, a gęstość zaludnienia wynosiła 1426 osób/km² (wśród 1549 gmin regionu Nord-Pas-de-Calais Forest-sur-Marque plasuje się na 441. miejscu pod względem liczby ludności, natomiast pod względem powierzchni na miejscu 937.).